# Tüttleben
Tüttleben là một đô thị ở huyện Gotha, ở bang Thüringen, Đức. Đô thị này có diện tích 7,26 kilômét vuông, dân số thời điểm ngày 31 tháng 12 năm 2006 là 759 người.

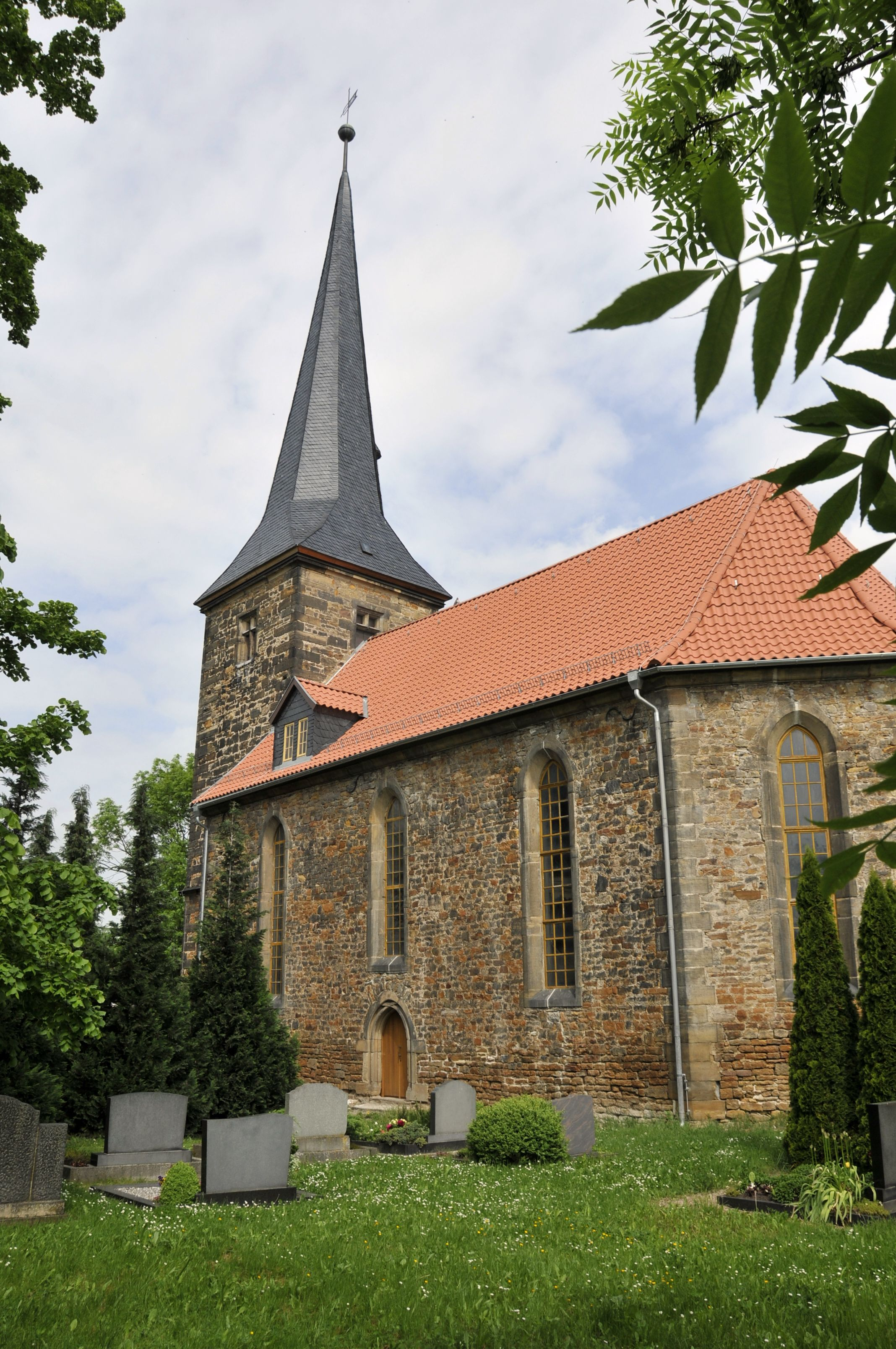
Nhà thờ Tüttleben